# Парк культури і відпочинку імені Максима Горького (Ростов-на-Дону)
Центральний міський парк ім. Максима Горького (до 1917 — Міський сад) — центральний парк Ростова-на-Дону. Розташований в Ленінському районі міста, займає квартал між вулицями Пушкінська, Велика Садова, провулок Семашка і Будьонівський проспект. Парк заснований у 1813 році і є найстарішим парком Ростова-на-Дону. Займає площу 11 га, на його території розташовані пам'ятники В. І. Леніну, т.зв. «Жовтневій революції» в Росії, правнику А. М. Байкову, скульптура квітникарки, планетарій, фонтани, кафе і атракціони. Названий на честь російського поета доби сталінізму Максима Горького.

## Історія
Парк виник на околиці міста на стрімких берегах балки, по якій протікав брудний струмок. Територія використовувалася як міське сміттєзвалище. Історичною датою заснування парку вважається 1813 рік. До 1813 року між Таганрозьким і Миколаївським проспектами були сади, що належали міському голові Андрію Ященку, який 1813 року подарував усю ділянку міському магістрату, пізніше територія була розпайована між міськими клубами, які заплатили за благоустрій: прокладання алей, садіння дерев, влаштування газонів. Утворилося кілька садів, пізніше об'єднаних у перший міський сад. У 1890-ті роки вже був сформований великий зелений масив. Відповідно до рельєфу місцевості було сформовано верхній і нижній парк (так званий садовий «партер»), який згодом отримав назву «квітники». Таке планування збереглося донині.
На території саду на вулиці Кузнецькій (Пушкінській) з 1840 року існував перший дерев'яний міський театр. 1864 року з'явилася перша дерев'яна клубна будівля-ротонда, що мала залу, дві вітальні й більярдну. У 1893 замість дерев'яної збудована кам'яна ротонда на вході до міського саду з вулиці Пушкінської. На Великій Садовій була споруджена дерев'яна естрада з акустичною мушлею для естрадних виступів. До кінця XIX століття міський сад за проектом архітектора Миколи Дорошенка отримав ажурну ковану огорожу і парадний вхід з Великої Садової вулиці, оформлений у вигляді замкової брами.

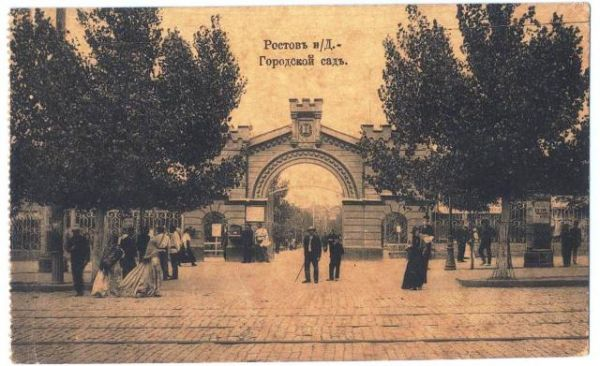
Вхід у міський сад. Давня поштівка

1868 року архітектор Володимир Шкітко спорудив перший фонтан (так званого «хлопчину» або «хлопчика з тазиком»), на місці якого зараз розташована клумба-фонтан зі скульптурою чаплі. Його відкриття приурочили до дати переселення міської Думи в нову будівлю — будинок Максимова. Відкривав його купець Тимофій Петрович Кукса, засновник водопроводу в Ростові (1867). На середній терасі було влаштовано басейн з альтанками і скульптурами. У нижній частині парку з'явилися кам'яний грот, водойма з живими лебедями («лебедине озеро»), фонтани, які живились від джерел, що били неподалік у низині. Килимові квіткові візерунки газонів регулярно оновлювалися, висаджувалися екзотичні рослини, квіти. З-за кордону були привезені декоративні пальми і тамарикси. Значний благоустрій території проводився й пізніше — у 1926-1927 роках.

## Опис
У парку ім. Горького два яруси паркових зон, прикрашені партерами квітів, — верхній і нижній. На обох ярусах простяглися алеї, обсаджені кількома десятками дерев різних порід, ігрові майданчики, містечко атракціонів, шаховий павільйон, кафе. Збереглася ротонда і 7 фонтанів: «східний», «грот», «західний», «золота рибка», «маяк», «Нептун», «чаплі», які є пам'ятками архітектури та історії. Головна клумба нижнього квітника зображає традиційні для Росії пропагандистські лозунги.
Центральний міський парк - традиційне місце проведення святкових заходів, концертів і «народних гулянь». Численні атракціони зведені у 2010 році, в тому числі каруселі, гойдалки, автодром, екстремальні «Міксер» і «Джокер». У парку функціонує галерея просто неба, на якій виставлені картини ростовських художників і вироби майстрів декоративно-прикладного мистецтва. У вихідні та святкові дні на літній концертній естраді і майданчиках парку проводяться свята, конкурси, фестивалі, концерти.
Головний вхід до парку — з вулиці Великої Садової. Біля входу на гранітному постаменті стоїть бронзова статуя В. І. Леніна. Праворуч і ліворуч від пам'ятника йдуть широкі алеї, прикрашені скульптурами міського голови А. М. Байкова та квітникарки. На протилежний стороні парку, на вулиці Пушкінській, розташований пам'ятник т.зв. «Великій Жовтневій Соціалістичній Революції». Містечко атракціонів займає ріг вулиці Пушкінської та провулку Семашка. У східній частині парку розташована обсерваторія планетарію — невелика неопалювана двоповерхова будівля з телескопом, маленьким залом для переглядів фільмів і музеєм.